# 森下弘生
森下 弘生（もりした ひろき HIROKI MORISHITA）は、日本の作曲家。インテリジェントシステムズ（以下IS）所属。監修に回った辻横由佳に代わり、『新・紋章の謎』よりファイアーエムブレムシリーズの作曲などを手がける。また、同IS所属の作曲家、金崎猛と結成した音楽ユニット「ソシアルナイツ」のメンバーとしても活動している。

## 主な作品
- メイドイン俺（2009年 ニンテンドーDS）：レコードコンテンツ
- ファイアーエムブレム 新・紋章の謎（2010年 ニンテンドーDS）
Main Music Composition、金崎猛・村上聖と共同
- ファイアーエムブレム 覚醒（2012年 ニンテンドー3DS）
Music Director/Main Music Composition、近藤嶺と共同
- ペーパーマリオ スーパーシール（2012年 ニンテンドー3DS）：サウンド
- ゲーム&ワリオ（2013年 Wii U）：サウンド
- Code Name: S.T.E.A.M. リンカーンVSエイリアン（2015年 ニンテンドー3DS）：サウンドデザイン
- ファイアーエムブレムif（2015年 ニンテンドー3DS）
Sound Director/Lead Music Composition、金崎猛・馬場泰久・近藤嶺・甲田雅人と共同
- ペーパーマリオ カラースプラッシュ（2016年 Wii U）：サウンドエフェクト
- ファイアーエムブレム ヒーローズ（2017年 iOS・Android）：Sound Director/Music Composition
- 大乱闘スマッシュブラザーズ SPECIAL（2018年 Nintendo Switch）：一部の曲を編曲
- ファイアーエムブレム 風花雪月（2019年 Nintendo Switch）：Music Composition
- ペーパーマリオ オリガミキング（2020年 Nintendo Switch）：Composition
- ファイアーエムブレム エンゲージ（2023年 Nintendo Switch）：Composer